# مجزرة 12 ماي 1956
مجزرة 12 ماي 1956:هي مجزرة وحشية نفذها متطرفون يهود مدعومين بشرطة الاحتلال الفرنسي ضد المسلمين في مدينة قسنطينة في الجزائر راح ضحيتها المئات من المدنين العزل.
بالاضافة الى مذبحة عام ١٩٤٥: مذبحة قسنطينة التي تعرض لها الشعب الجزائري في أيار ١٩٤٥ عندما قام الجزائريون في تظاهرات كبرى تطالب بالاستقلال وأطلق الفرنسيون النار عشوائيا على المتظاهرين وقتل الالاف منهم (45,000 الفا) فضلا عن تدمير القرى على رؤوس سكان

## منفذها
نفذتها أول خلية صهيونية في 12 ماي 1956 في قسنطينة المؤسسة من طرف الموساد، من أجل استقطاب العديد من الشباب اليهود لتحقيق حلم إسرائيل الكبرى، أين كان الإسرائيليون يجوبون شوارع قسنطينة، ويقتلون السكان العزل من أهالي المدينة، بعدما منحهم المستعمر الجنسية الفرنسية، ودخول بعضهم في صفوف الجيش الفرنسي لمحاربة الجزائريين.

## وصلات خارجية
- - المجتمع المدني يحيي الذكرى الثانية والسبعين لانتفاضة أهالي قسنطينة ضد اليهود